# Juan Álvarez Gato
Juan Álvarez Gato (Madrid, ¿1440? - 1509) fue un poeta castellano del Prerrenacimiento perteneciente a la llamada lírica cancioneril.

## Biografía
Sincero cristiano nuevo, tuvo que padecer toda su vida la marginación de judíos y cristianos por ello. Fue armado caballero por Juan II de Castilla en 1453. Sirvió al rey Enrique IV y después ejerció el cargo de mayordomo de la reina Isabel I. Protegido por Beltrán de la Cueva, entró luego al servicio de los poderosos Arias Dávila (Diego, Juan y Pedro), aquel y estos también conversos, y al de los Mendoza de Guadalajara; fue amigo del arzobispo de Granada fray Hernando de Talavera.

## Obra
De él dijo Gómez Manrique que "fablaba perlas y plata". Su obra poética, toda dentro del arte menor y dentro del estilo de la lírica cancioneril, está formada por 104 composiciones. Las primeras tienen por tema el amor profano; las piezas devotas ocupan la última mitad del mismo, y con frecuencia incorporan coplas y estribillos populares a veces adaptados "a lo divino". También, según Marcelino Menéndez Pelayo, "elevó la sátira a la dignidad de función social". Sus obras se han conservado a través de un códice de la Real Academia de la Historia y a través de los poemas recogidos en el Cancionero general de Hernando del Castillo. Escribió además doce cartas en prosa de tono ascético y se le atribuye la Vida del arzobispo de Granada, Fray Hernando de Talavera.

## Homenajes
El callejero de la ciudad de Madrid le dedica desde hace siglos una calle en su casco antiguo, donde a finales del siglo XIX se instalaron unos espejos cóncavos y convexos que deformaban las imágenes reflejadas, y que inspiraron la creación de los esperpentos de Valle-Inclán.